# Coro und Trascoro

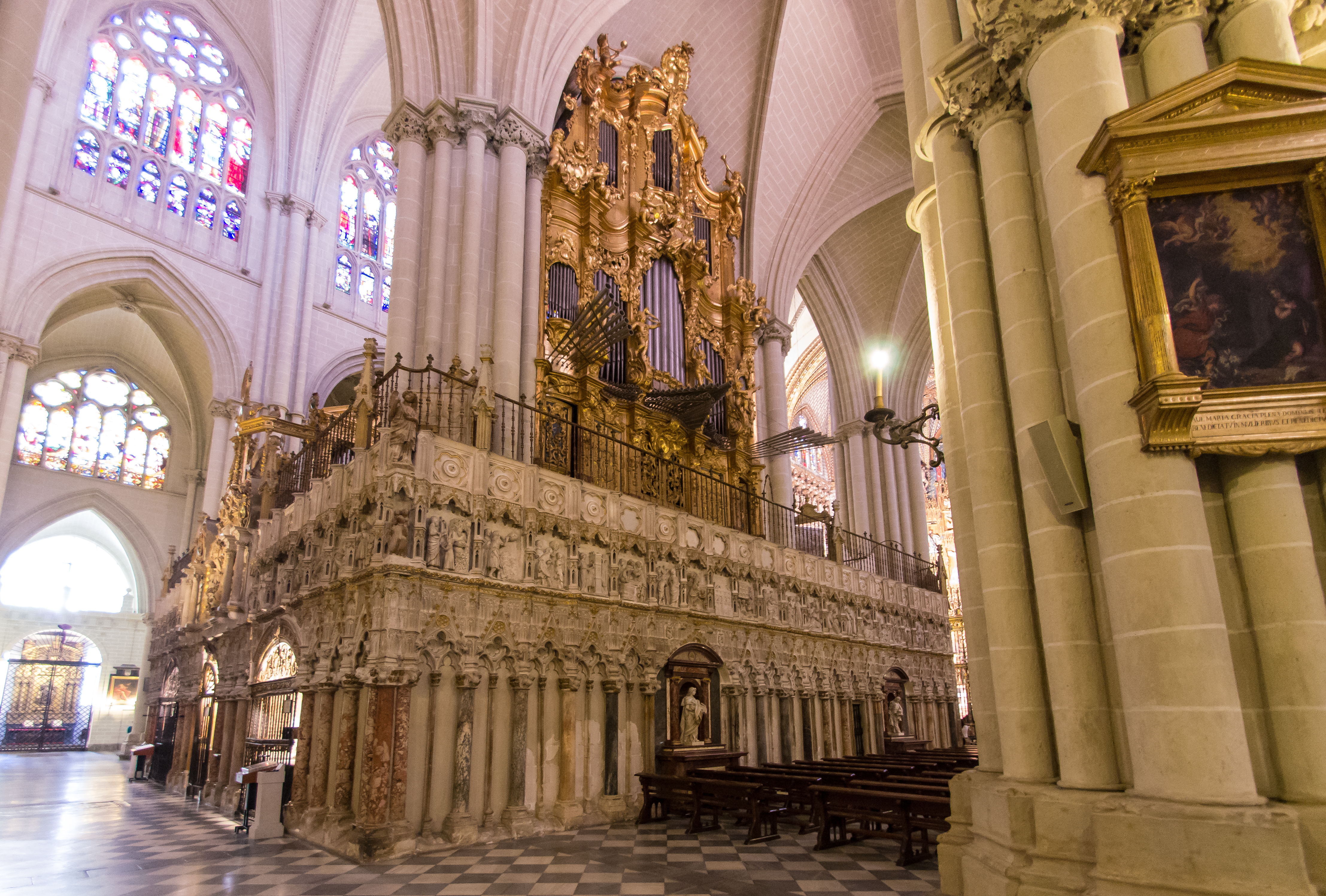
Coro und Trascoro der Kathedrale von Toledo

Coro und Trascoro sind Begriffe aus der Architekturgeschichte Spaniens; sie bezeichnen einen sogenannten „Binnenchor“ bzw. dessen meist reich gestaltete Rückseite und finden sich in der Zeit der Spätgotik und der Renaissance in vielen spanischen Kathedralen und Stiftskirchen.

## Hintergrund
Während mittel- und nordeuropäische Großkirchen in der Regel über einen ausgeprägten Vierungsbereich mit angrenzendem Querschiff und weit nach Osten hinausgezogenem Chor verfügen, ist dies bei den spanischen Bauten der Spät- und Nachgotik meist nicht der Fall – hier enden die Kirchenschiffe nahezu unvermittelt an der rückwärtigen Altarwand oder in den Apsiden. Dies ist im Wesentlichen auf die Tatsache zurückzuführen, dass die südspanischen Kathedralen in der Regel auf den Grundmauern der ehemaligen Hauptmoscheen der Städte errichtet wurden – diese hatten innen wie außen einen streng rechteckigen Grundriss; die Mihrab-Nische war in die Rückwand integriert und trat nach außen kaum oder gar nicht in Erscheinung. Die Moscheebauten der Almohaden hatten darüber hinaus ebenfalls keine ausgeprägte Vierung; Mittel- und Querschiff (sofern man diese Begriffe überhaupt verwenden kann) waren gegenüber den anderen Schiffen nur minimal verbreitert – eine bauliche Differenzierung fand somit nicht statt. Die christlichen Eroberer Andalusiens passten sich den architektonischen und geschmacklichen Vorgaben ihrer Vorgänger an und verzichteten bei ihren neuen großen Sakralbauten weitgehend auf kreuzförmige Grundrisse mit langgestreckten Chorbereichen.

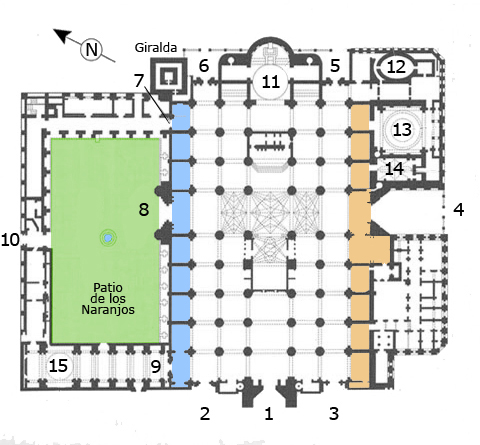
Grundriss der Kathedrale von Sevilla

Gleichwohl musste eine bauliche Lösung für die Versammlung der Chorherren gefunden werden. Diese bestand darin, das Chorgestühl (sillería) in das Innere der Kirche zu verlagern, in der Mitte des Langhauses zu platzieren und nach außen durch reich mit Figuren und Ornamentdekor gestaltete Wände abzugrenzen – ein solcher Bauteil wird im Spanischen als Coro bezeichnet. Vergleichbar war die Schola cantorum in mittelalterlichen Kirchen, vor allem in Rom. Zunächst war ein solcher Coro an den beiden Schmalseiten geöffnet, so dass andere Kirchgänger durch die Sitzreihen der Chorherren hindurchgehen konnten, was natürlich nicht erwünscht war; erst in einer späteren Phase wurde seine Westwand durch eine reich verzierte und oft mit einem weiteren Altar versehene Schauseite geschlossen – diese wird Trascoro (deutsch etwa „Rückseite des Coro“) genannt. In einer letzten Phase (oft erst im 17. oder 18. Jahrhundert) wurde auch die Ostseite des Coro durch ein kunstvoll geschmiedetes Eisengitter (reja) abgegrenzt, welches zwar den Blick auf das Geschehen am Hauptaltar freigab, aber trotzdem die Exklusivität des Coro verstärkte.

## Datierung

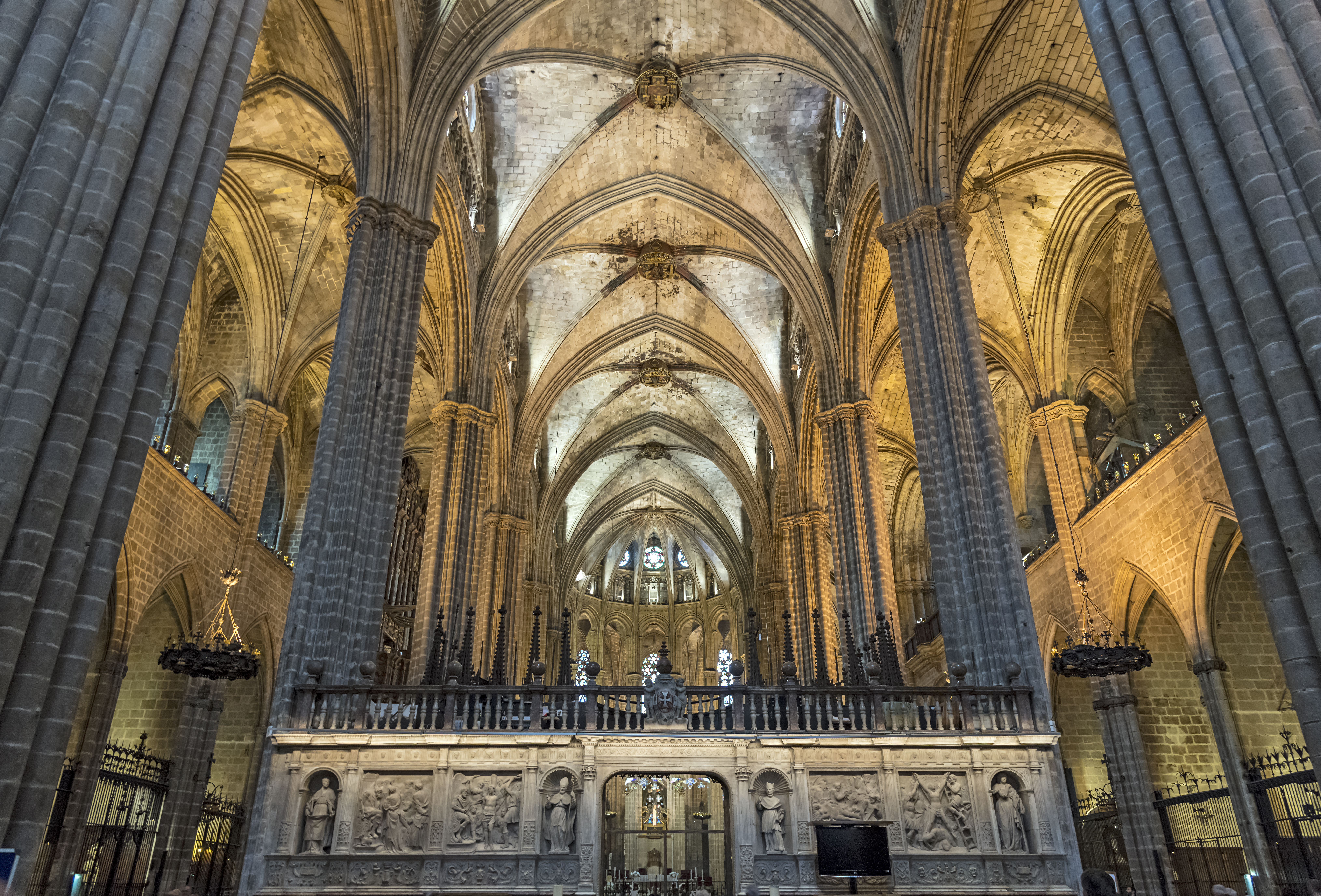
Trascoro in der Kathedrale von Barcelona

Bislang ist noch kein Versuch unternommen worden, die etwa 50 Coros Spaniens aufzulisten, zu datieren und in eine zeitliche Abfolge zu bringen. „Binnenchöre“ treten nahezu unvermittelt in der Spätgotik auf, d. h. in der Zeit um 1400 (z. B. Kathedrale von Barcelona, wo allerdings das Chorgestühl deutlich älter ist als die Trascoro-Wand); sie erlebten eine Blütezeit in der Renaissance, d. h. im 16. Jahrhundert, und wurden in den darauffolgenden Jahrhunderten kaum noch gebaut. Während dieser Zeitspanne erhielten auch mehrere bereits weitgehend fertiggestellte gotische Kathedralen im Norden Spaniens (z. B. Burgos, León und Toledo) nachträgliche Coro-Einbauten. Nur sehr wenige Kathedralen Spaniens blieben ohne „Binnenchor“ (z. B. die von Kathedrale von Santiago de Compostela, die unvollendet gebliebene Kathedrale von Valladolid, die Kathedrale von Valencia oder die erst im 18. Jahrhundert begonnene und im Jahr 1993 fertiggestellte Almudena-Kathedrale von Madrid).
Auch die ab 1521 in die Mezquita-Catedral de Córdoba eingebaute Capilla Mayor (oft ungenau als „Kirche“ oder „Kathedrale“ bezeichnet) entspricht in architektonischer Hinsicht einem Coro.

## Künstlerische Ausgestaltung
Auch wenn sie den Gläubigen und Besuchern einer spanischen Kathedrale manchmal wie ein Fremdkörper vorkommen mögen, bilden Coro und Trascoro doch eine Art Schmuckkästchen im Innern einer Kathedrale und sind meist außergewöhnlich reich ausgestaltet. Auch die hölzernen Chorgestühle und die schmiedeeisernen Gitterschranken verdienen Beachtung. In späterer Zeit wurden oft Orgeln auf den Seitenwänden des Coro platziert.

## Bilder

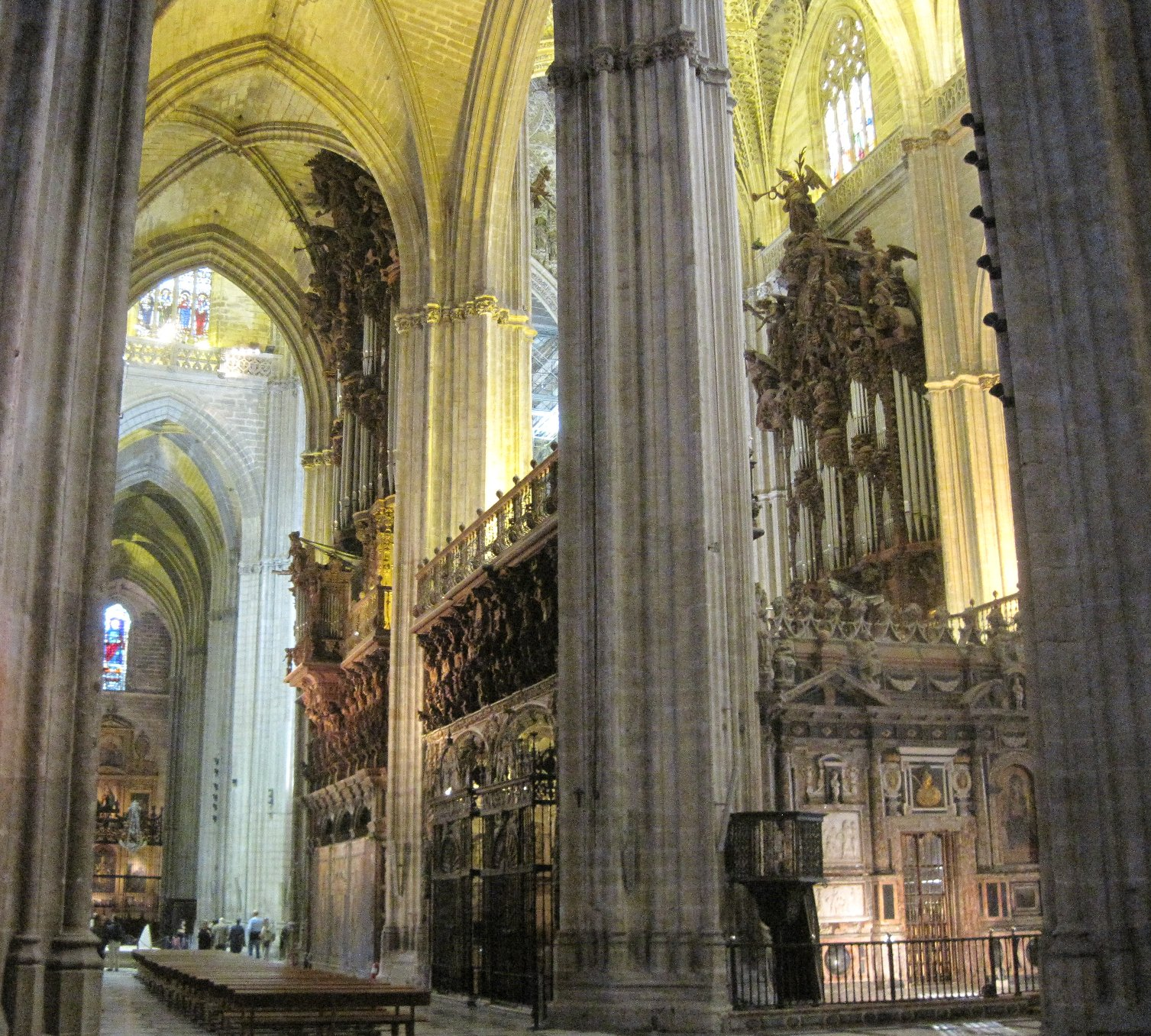
Coro der Kathedrale von Sevilla
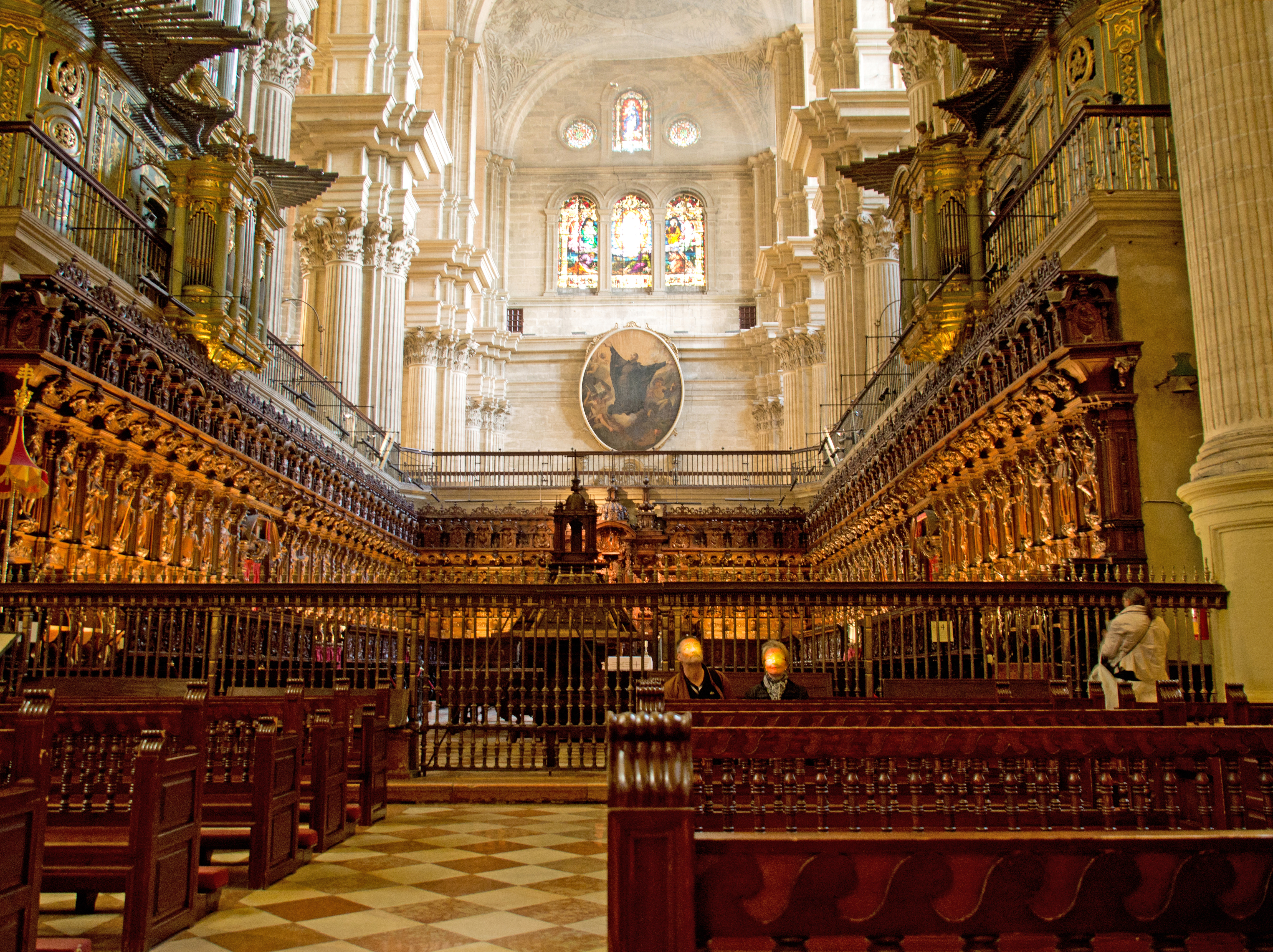
Coro der Kathedrale von Málaga
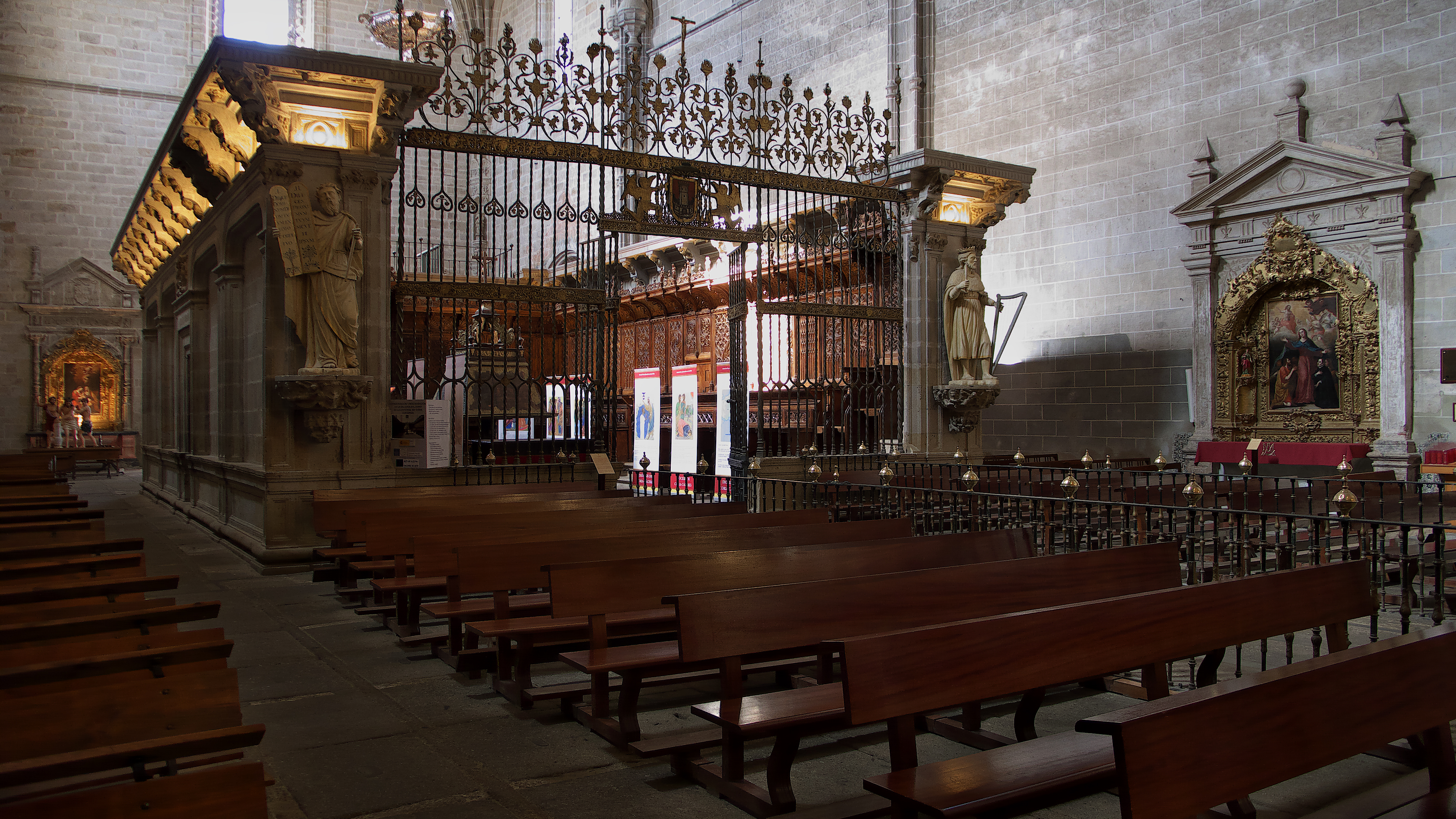
Coro der Kathedrale von Coria
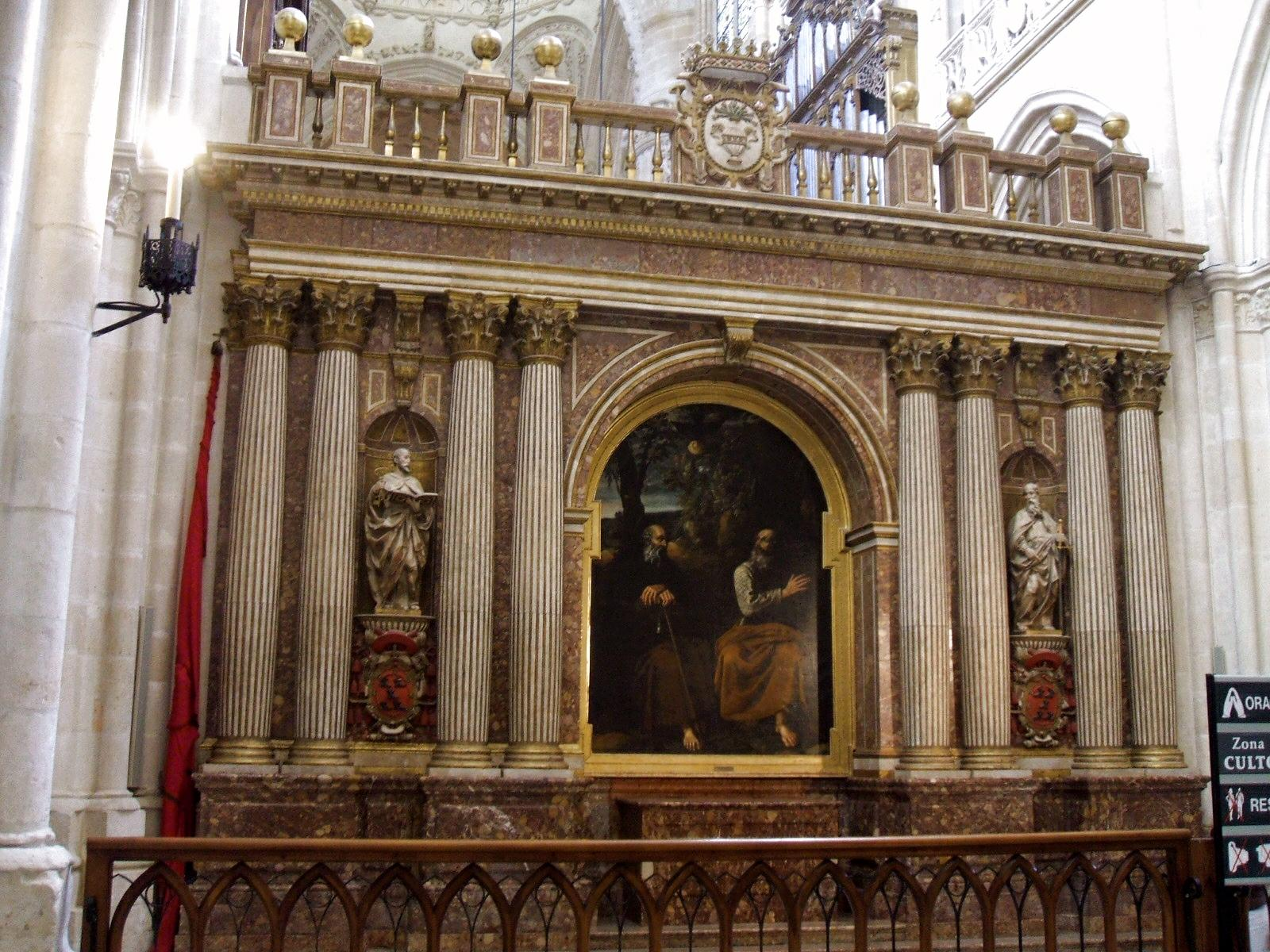
Trascoro der Kathedrale von Burgos
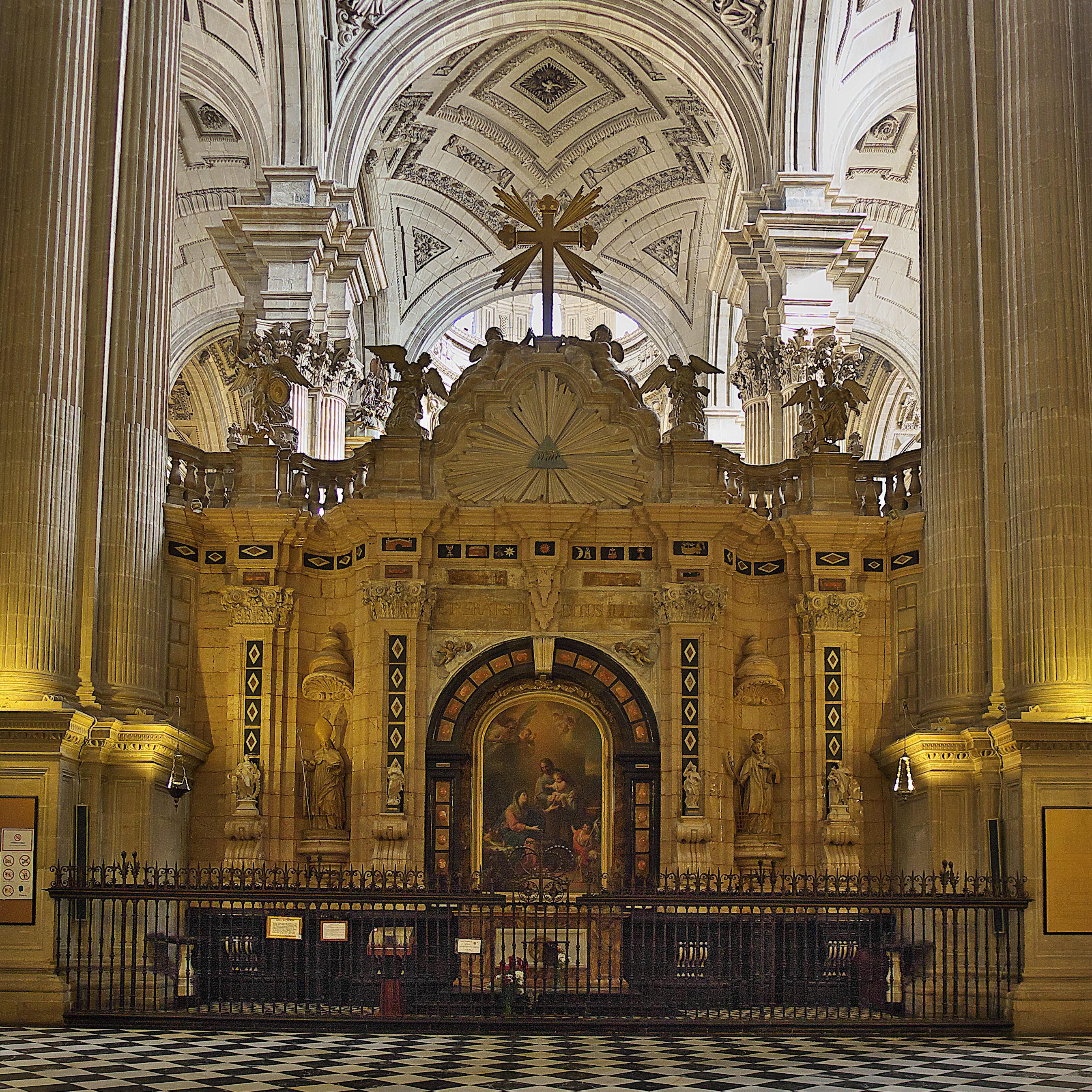
Trascoro der Kathedrale von Jaén
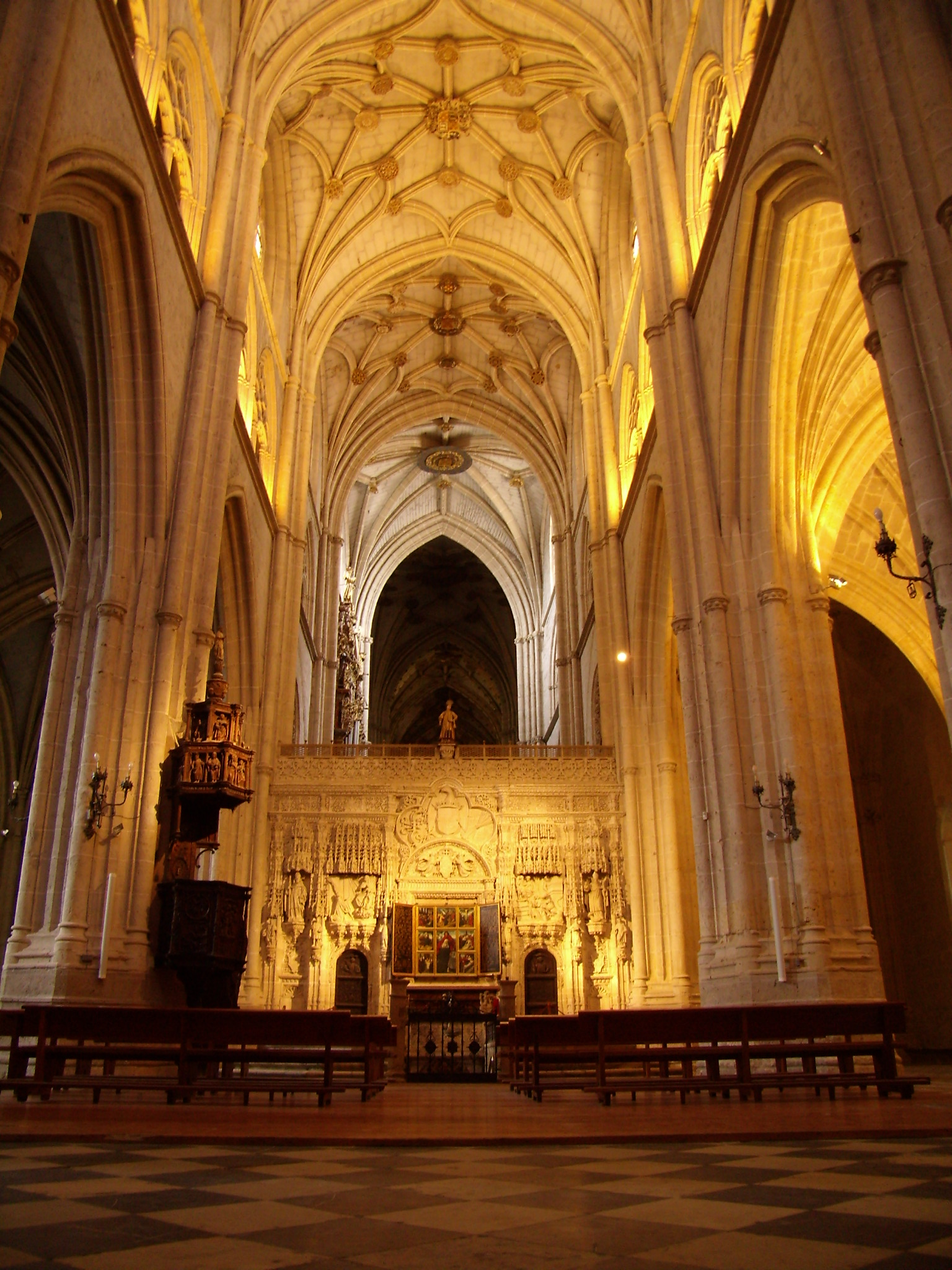
Trascoro der Kathedrale von Palencia